# Joseph Kaffka
Joseph Kaffka (* 1730 in Böhmen; † 1796 in Regensburg) war ein deutscher Geiger und Komponist. Kaffka wurde nach der Umsiedlung des Hauses Thurn und Taxis nach Regensburg (1748) Mitglied von dessen Hofkapelle und gehörte dieser bis zu seinem Tode an. Von seinen Werken ist eine Festmesse überliefert. Er ist der Vater der Geiger Johann Christoph und Wilhelm Kaffka.